# Палац сенаторів, Мілан
Палац сенаторів, Мілан (італ. Palazzo del Senato (Milan)) — історична споруда в стилі бароко, вибудована в Мілані, що переобладнана на Державний архів.

## Історія
Мілан — старовинне місто і це добре ілюструють історія споруд в районі Брера та в районі колишнього палацу сенаторів. В добу середньовіччя цю земельну ділянку поділяли два невеличких монастиря — жіночий Санта Марія та чоловічий Сан Прімо. До малої церкви тоді можна було дістатись по Віа Сан Прімо. Навіть малу церкву поділяли тоді на відділок для вірян та відділок для черниць. Жіночий монастир мав садову ділянку, знову ж таки розділену навпіл, одну для відвідувачів і другу виключно для черниць. Садок чоловічого монастиря був помітно меншим і прилягав до вулиці Марина.
Фіксаційний план земельної ділянки з існувавшими тоді спорудами був створений інженером П'єтро Антоніо Барка 1582 року.

## В 16 та у 17 століттях
В 16 столітті західноєвропейська спільнота розкололась на два непримиренні табори — католицизм і протестантизм. Одним з активних і непримиренних осередків протестантизму була тодішня Швейцарія.
Аби розколоти релігійну спільноту Швейцарії в самій країні папський Рим створив у Мілані семінарію для навчання католицьких священиків, набраних у самій Швейцарії. Заснувати нову семінарію запланував кардинал Карло Борромео, аби у такий спосіб хоча би стримувати протестантизм у Швейцарії.
Учнів у семінарію брали з 16 років, а навчання було прискіпливо суворим і довіреним ордену єзуїтів. Суворість виховання і навчання викликала обурення і спротив швейцарських семінаристів, примушених спілкуватись виключно латиною, офіційною мовою Ватикану. Швейцарців без здібностей безжально відправляли додому. Відомо і про бунт семінаристів 1621 року, що спілкувались німецькою і бились камінням і палицями, коли їм урізали продовольство.
Семінарію для швейцарців (Collegio Elvetico) і розмістили на території двох старовинних монастирів 1583 року. Новим навчальним закладом опікувався сам Карло Боромео, що покращило його матеріальний стан. По смерті кардинала матеріальний стан помітно погіршився через малу визначеність керівництва закладу і погане управління. Фінансовий стан семінарії покращився з прибуттям у Мілан кардинала Федеріко Борромео. Той ініціював побудову нових споруд. Шляхом придбання приватних сусідніх будинків і земельних ділянок збільшилась територія. Не все відомо про автора проекта нової забудови. За припущеннями, ним був архітектор Ауреліо Трецці, тісно пов'язаний із кардиналом Федеріко Борромео.

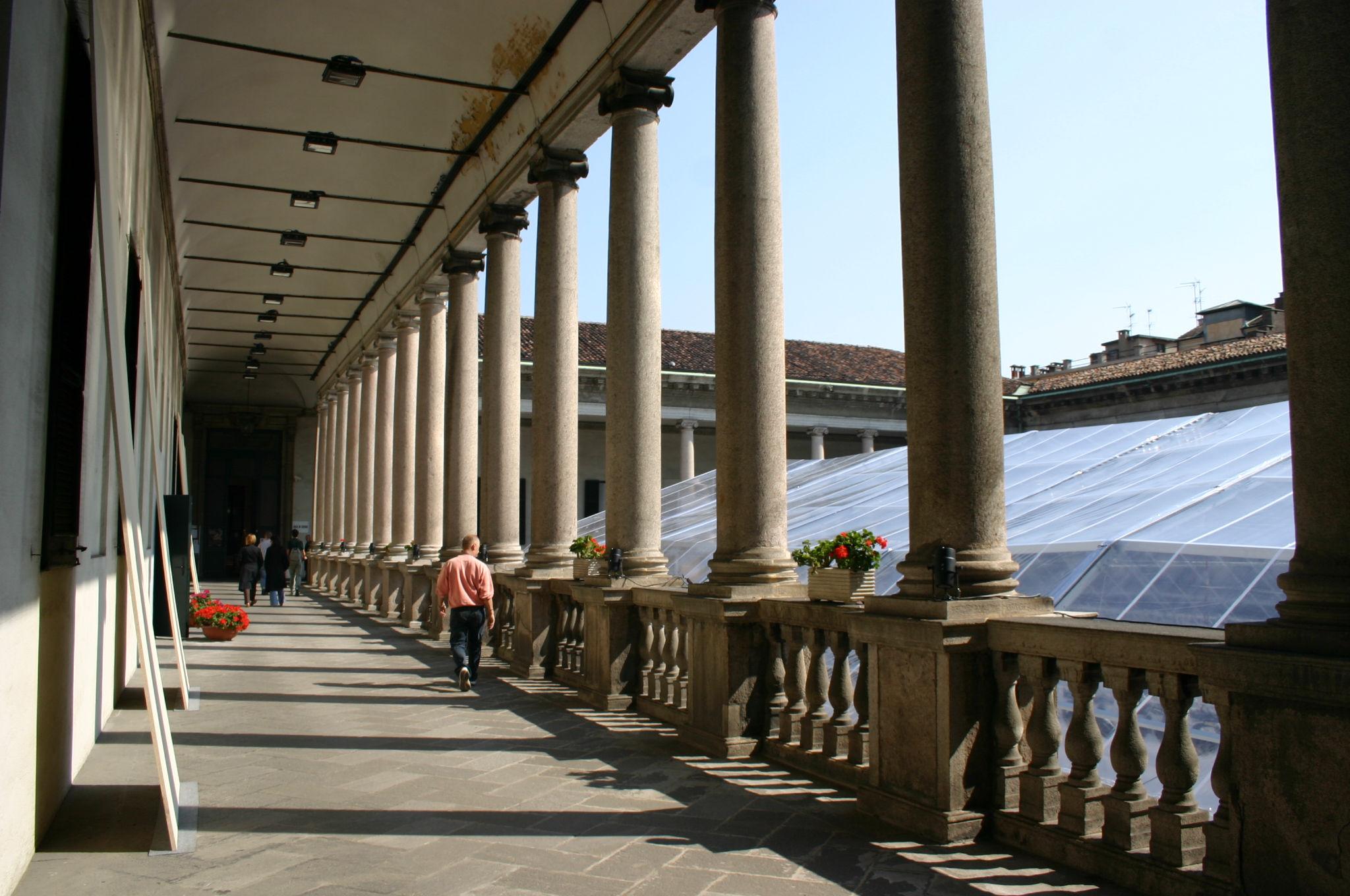
Перший внутрішній дворик колишньої семінарії, колонада другого поверху. Фото 2007 року.

Ауреліо Трецці вибудував нову церкву для семінарії на території колишнього першого саду, а також почав будувати перший внутрішній двір семінарії. На цей період і прийшовся бунт семінаристів 1621 року. Будівництво продовжив архітектор Фабіо Мангоне (1587—1630). Молодий Мангоне на той час був головою бригади архітекторів з побудови Міланського катедрального собору.
Фабіо Мангоне помер 1630 року і керівництво побудови семінарії для швейцарців передали архітекторові Рікіні (1584—1658).
Шедевром міланської архітектури того часу визнали перший внутрішній двір семінарії. Автор проекту невідомий. Двір облямований відкритими колонадами без типового для італійських дворів використання арок. Відкриті і протяжні колонади у два яруси нагадували чи то давньогрецьку архітектуру, чи то давньоримську, що копіювала вдалий давньогрецький зразок. Згодом перший внутрішній дворик семінарії з протяжними колонадами визнали найкращим зразком міланської архітектури, орієнтованим на античний спадок в архітектурі, нечастий у Мілані.

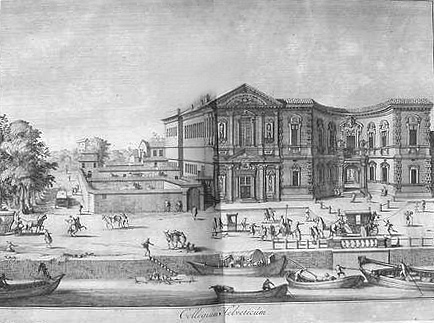
Гравюра з видання 1704 р. Скарби старовини і історії Італії.
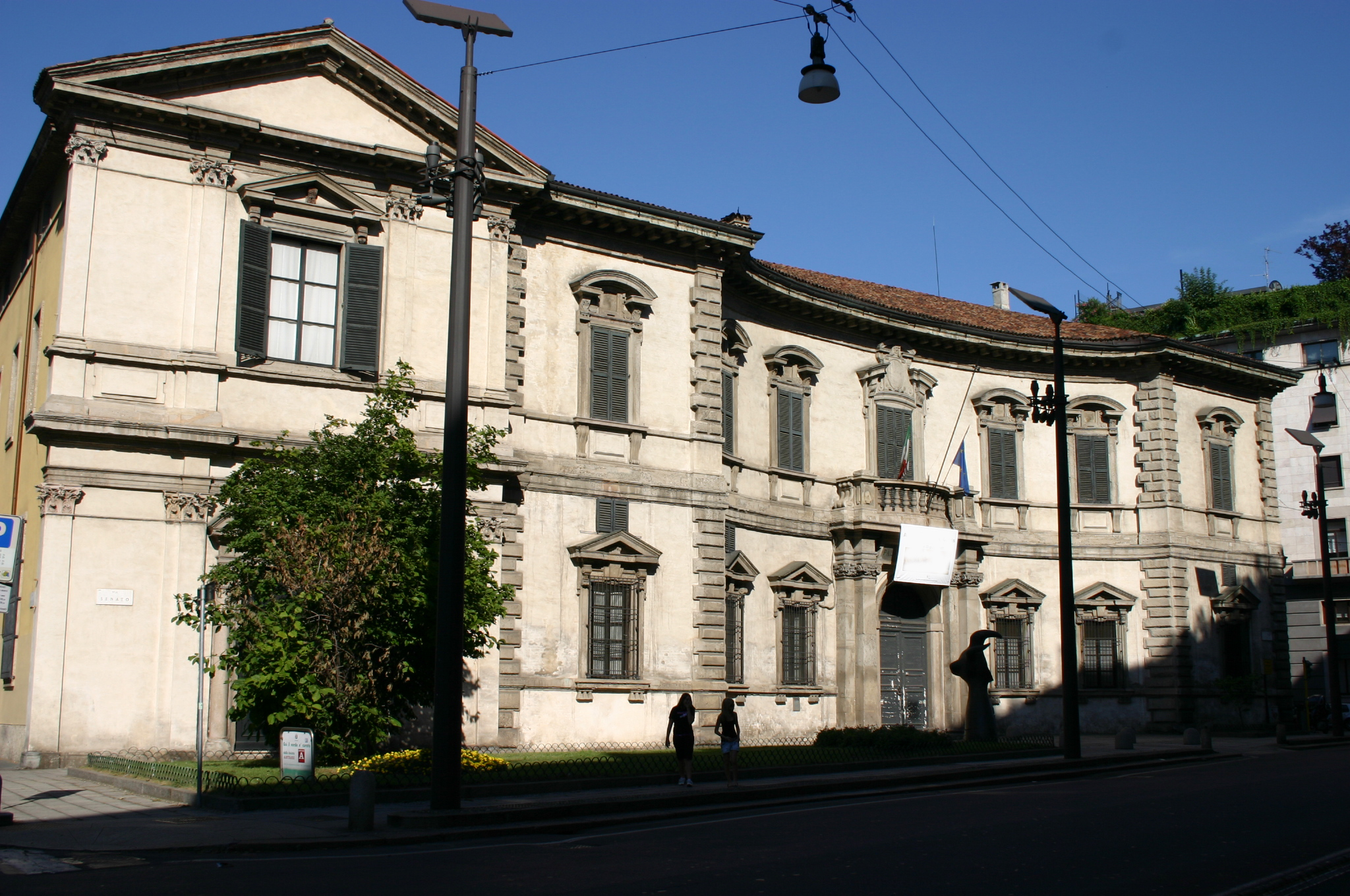
Головний фасад колишнього палацу сенаторів

## Фото фасадів, галерея

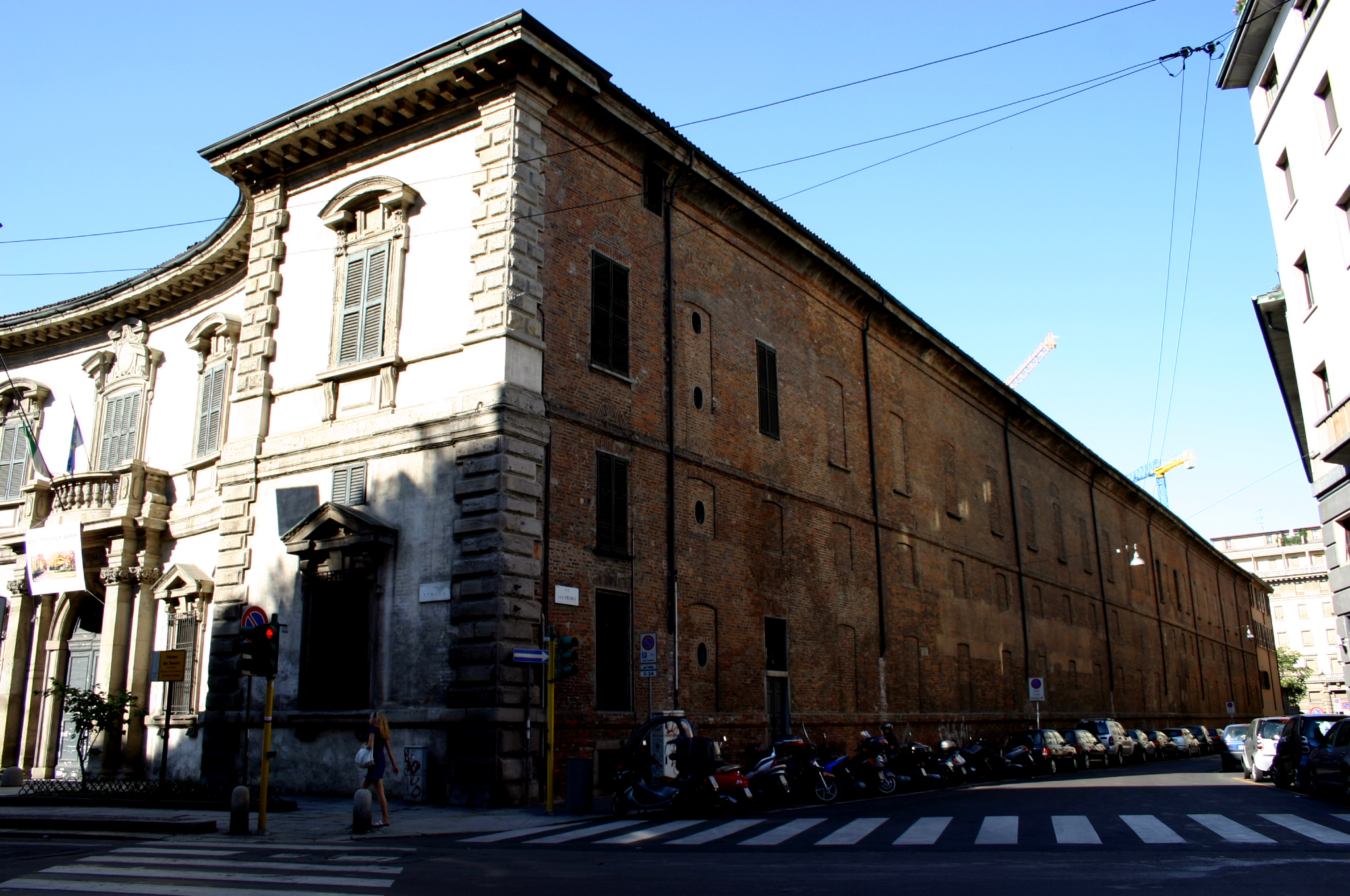
Парадний головний фасад і недбалий бічний.
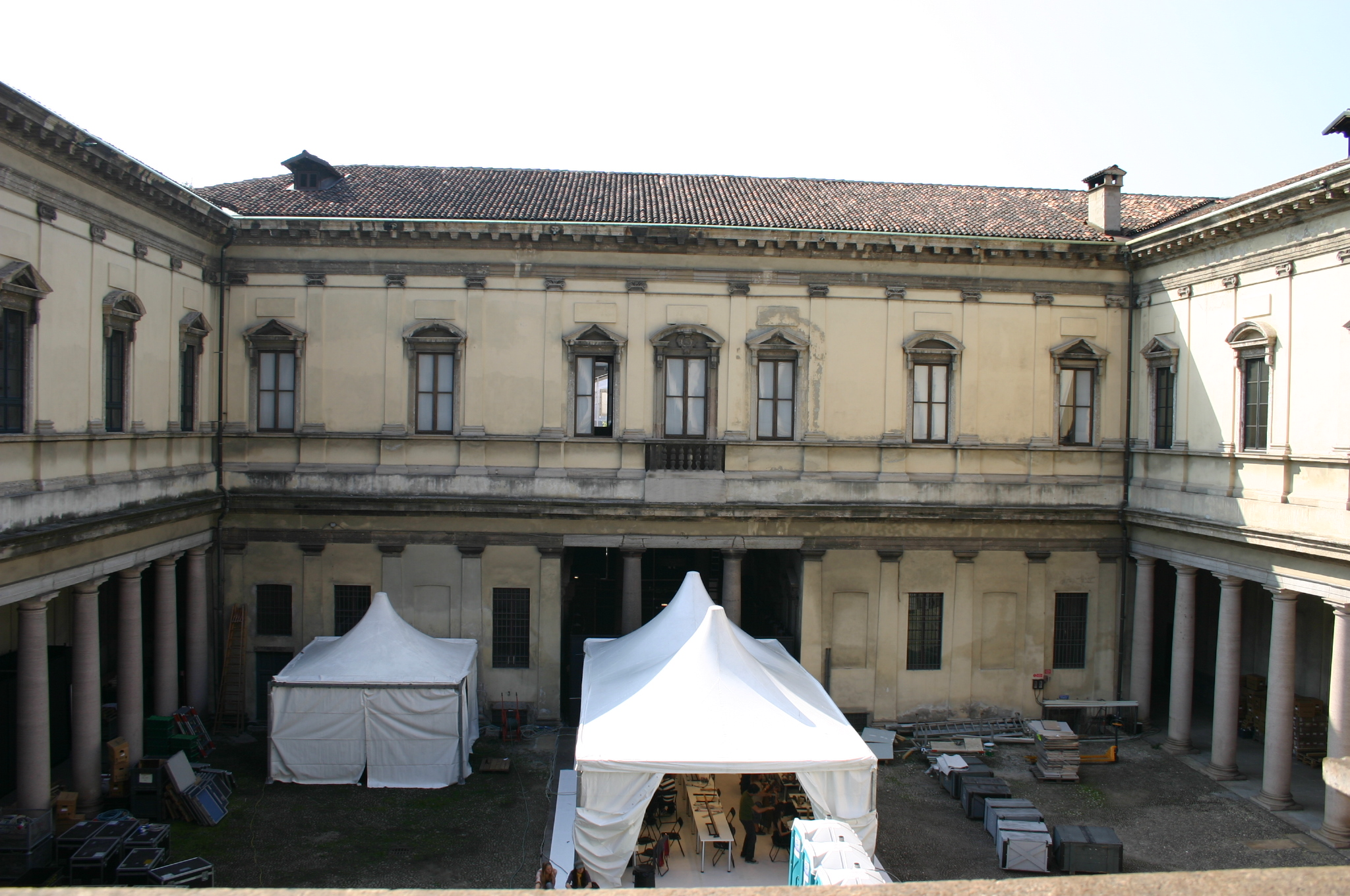
Другий внутрішній двір, під час ремонту, фото 2007 р.
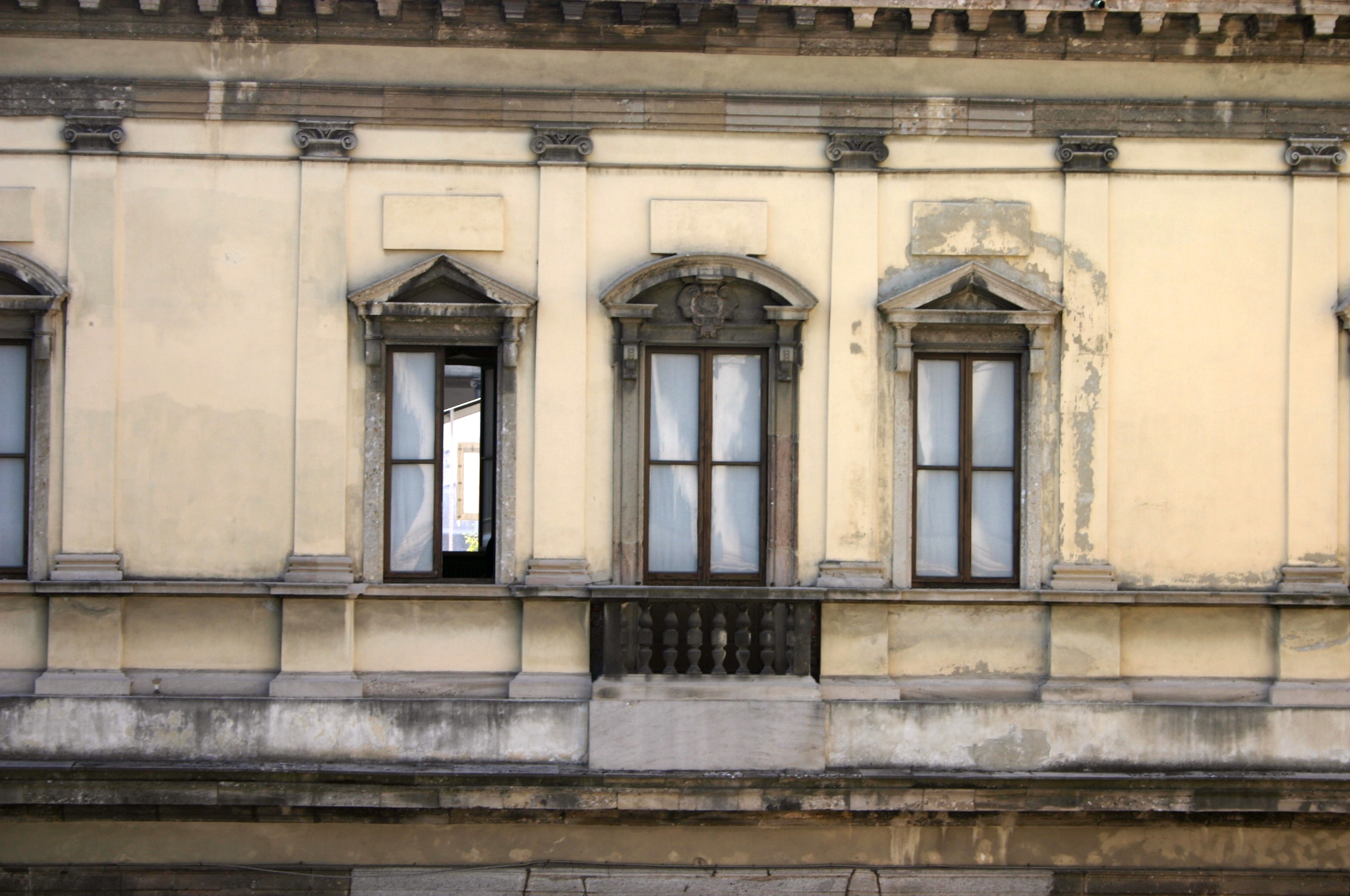
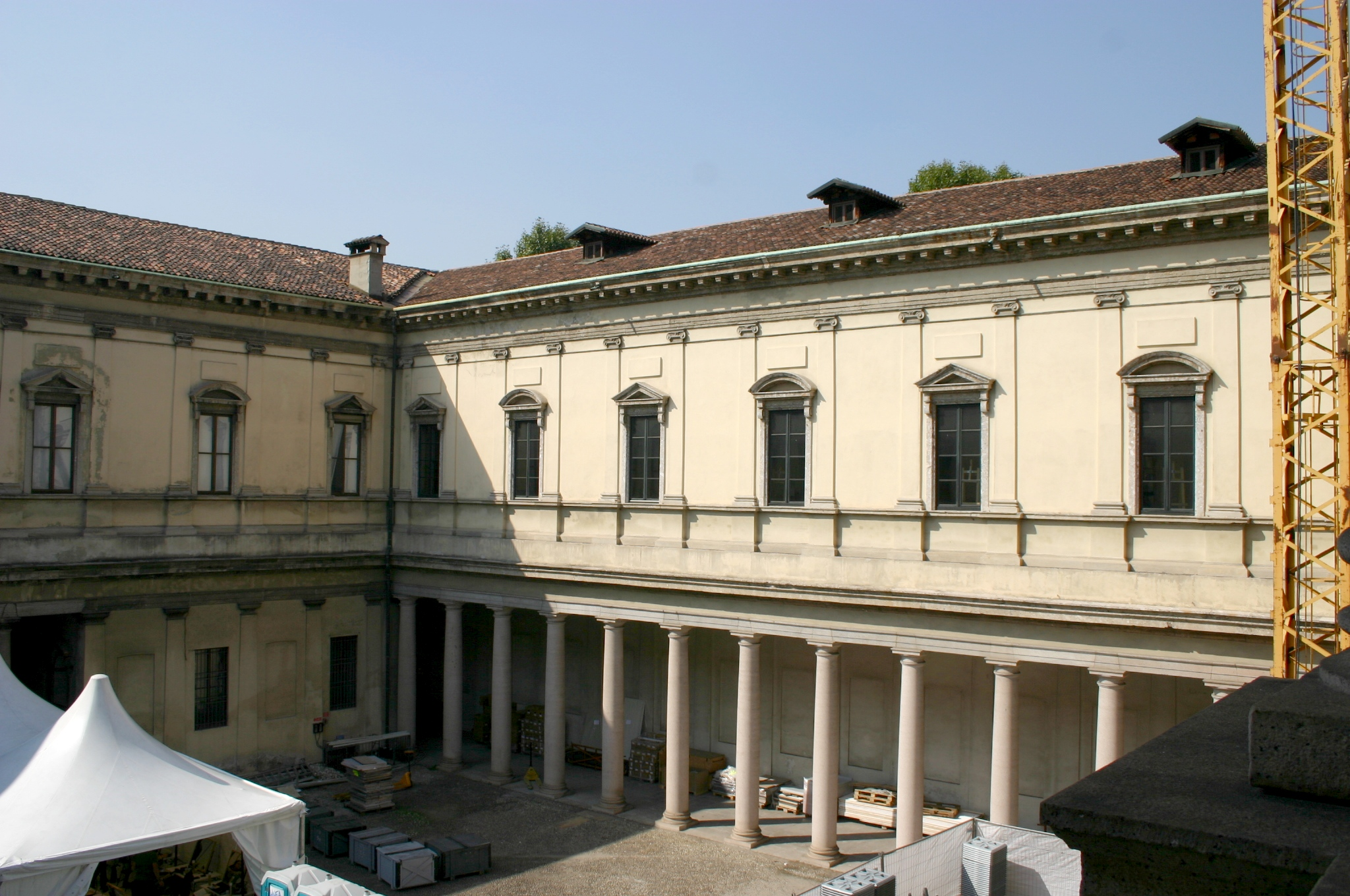
Другий внутрішній двір, ремонт, фото 2007 р.

## Головний фасад семінарії для швейцарців

Арх. Ф.М. Рікіні, план і проект головного фасаду католицької семінарії для швейцарців. 1-а пол 17 ст.

Минуло декілька десятиліть, поки був закінчений остаточно перший внутрішній двір семінарії. Пройшла і зміна керівників будівництва. Комплекс споруд від зміни архітектора тільки виграв. Будівництво очолив Франческо Марія Рікіні, він і продовжив будівництво другого внутрішнього двора у досить традиційній формі — відкрита галерея першого поверху підтримувала закритий житловий на другому.
Період стажування у папському Римі дещо розкував сміливість Рікіні і архітектор створив новий вуличний фасад семінарії. Два прямокутні ризаліти семінарії він поєднав еліптичним фасадом з порталом першого поверху і палацового типу вікнами на другому. Смуга двох карнизів поєднувала фасади ризалітів і середньої еліптичної частини у єдине ціле. Новому фасаду семінарії не вистачало фігурного фронтону, що утворило б архітектурний акцент. Його роль почав мимоволі відігравати еліптичний фасад. У помірковану міланську архітектуру був введений бароковий елемент, відомий за творчістю Франческо Борроміні, котрий сміливо використовував хвилясті фасади. Комплекс споруд семінарії отримав логічне завершення. На фасаді міняли лише декор, нічого не міняючи у поземному плані комплексу.

## Нова функція у підавстрійський період
Наприкінці 18 с. Північна Італія і Мілан відійшли до Австрійської імпрерії. З 1784 року в Мілані розпочалась реорганізація місцевої влади. В уповільнену течію життя були внесені реформи, котрі торкались і інших провінцій цієї лоскутної імперії, від Праги і Будапешта до Львова. Уряд імператора Йосипа II пішов на ліквідацію низки монастирів і церков з конфіскацією їх земельних ділянок і майна. Семінарія в Мілані припинала існування.
Велике за розмірами приміщення імператор Йосип ІІ передав під офіс керівництва Мілана. Метою були економія на побудові нового державного приміщення і прагнення відокремити міланських посадовців від численних таверн в центрі міста та байдикування замість праці. 18 квітня 1786 року був оприлюднений «План заснування Наради керівництва», частка колишніх структур Міланського герцогства скасована, замість них створили сім нових департаментів. Керівників нових департаментів та їх штат і розмістили у колишній семінарії для швидкості роботи і ефективності управління. Перебудови відбулися лише при облаштуванні нових приміщень для голови управління, його прем'єра, голів департаментів, у створені зали засідань і церкви. Новий уряд міста за вказівками австрійського імператора працював тут майже десять років.

## Споруда у роки французької навали

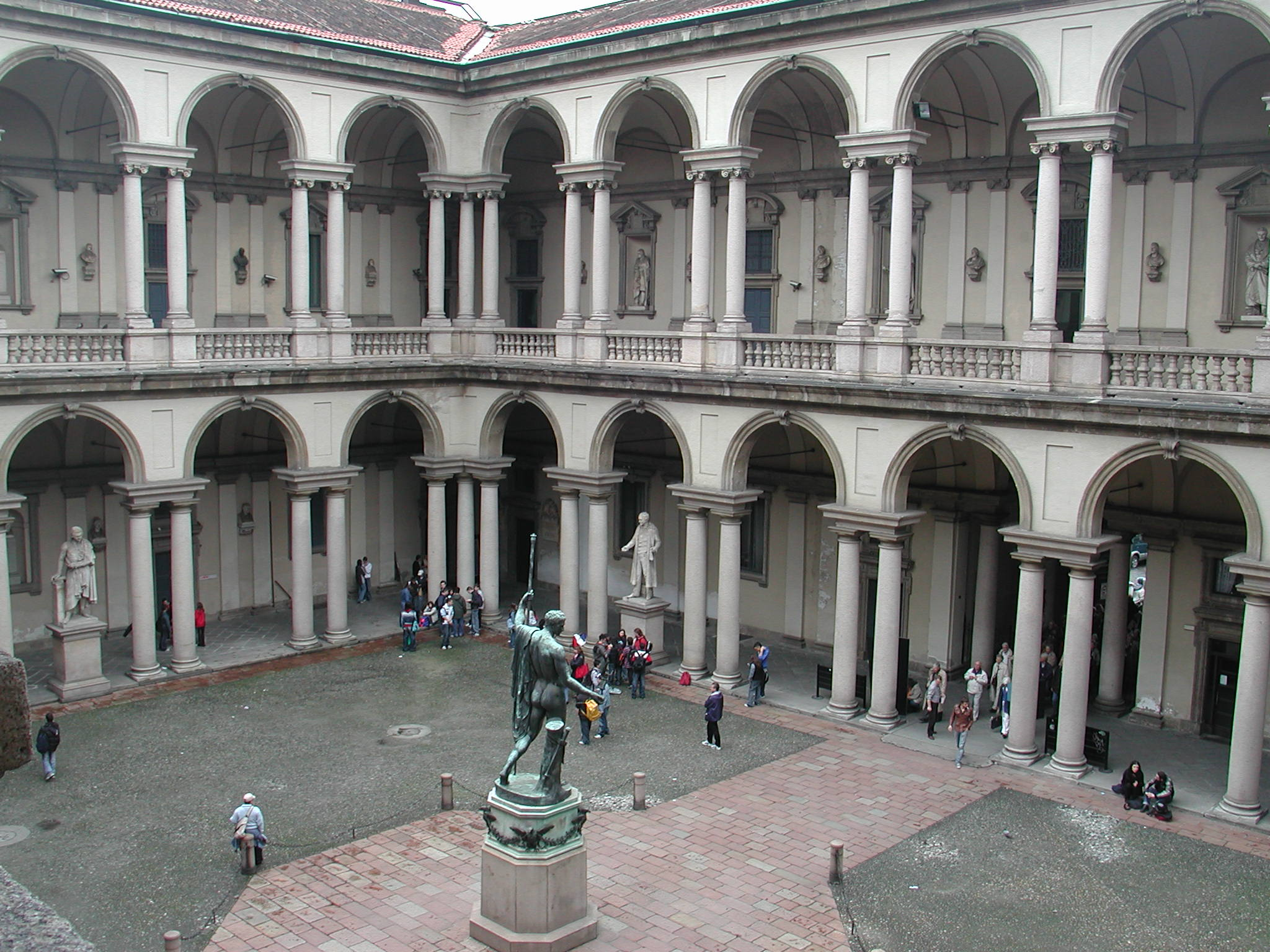
Двір пінакотеки Брера

Владу австрійців наприкінці 18 ст. замінили на незрозумілу для консервативних італійців на владу нібито революційних французів. Революційності ставало все менше, зате війни і захоплення влади Наполеоном — все більше. Законодавче зібрання працювало в колишній семінарії, але головувало в приміщенні військове міністерство, мета котрого постійно нарощувати чисельність армій Наполеона за рахунок італійців.
Про лихоманку роботи військового міністерства тих років свідчать результати створення італійської армії Наполеона.
- до 1800 р. 13.000 вояків-італійців.
- 1805 р. — 32.000
- 1811 р. — 60.000
- 1813 р. — 132.000[2].

Ще 1805 року Наполеон виборов вінець короля Італії… Італійський художник Андреа Аппіані (1754—1817) створює офіційні портрети нового імператора та його родичів. Італійський скульптор Канова відтворив велетенську оголену скульптуру Марса-миротворця з обличчям Наполеона, призначену для першого двору палацу сенаторів, де практично згуртувались магнати і багатії Мілана.
Після усунення Наполеона Бонапарта від політики на Європейському континенті велетенську скульптуру Марса-миротворця з обличчям Наполеона передали у двір палацу Брера не як монумент на честь зниклого імператора, а як черговий твір мистецтва скульптора-італійця.
У квітні 1814 р. Наполеон зрікся влади. В Мілан вдерлися вояки Австрійської імперії. В місті відбулися заворушення між прибічниками французів і прихильниками австрійців. В палац сенаторів вдерся натовп розлючених міланців, знищили папери і потрощили меблі, був знищений офіційний портрет Наполеона Бонапарта роботи художника Андреа Аппіані.
Владу у розбурханому місті перебрав на себе тодішній мер Антоніо Дуріні. Він зібрав нових депутатів і їх рішенням був скасований колишній Сенат.

## В 19 та в 20 століттях
Мілан і колишній палац сенаторів повернувся до мирного життя під орудою австрійців. Керівництво міста зросло до 300 осіб. Збільшення штату спонукало до прибудов до барокового ядра споруд. Невідповідні стилістиці палацу прибудови прибрали лише 1915 року.
В середині 19 ст. відбулось об'єднання розрізнених і різних за розвитком князівств у єдину державу. Палац сенаторів стояв пусткою або використовувався не за призначенням. Тут розміщували вищий технічний ліцей (1863 р.), постійну експозицію творів мистецтва після переведення вищого технічного ліцею у сусідній палац Каноніка.
В роки 2-ї світової війни колишній палац сенаторів постраждав від бомбардувань міста. Споруду ремонтували і відновили всі колонади внутрішніх двориків і дахи. Бароковий палац передали під державний архів міста.